# Jerma985
Jerma985 (22 september 1985), ook wel bekend onder zijn echte naam als Jeremy Elbertson of simpelweg Jerma, is een Amerikaanse live-streamer, YouTuber en stemacteur.  Hij staat voornamelijk bekend om zijn absurde humor op verlovings gebaseerde live-streams op Twitch.

## Zijn vroege leven en onderwijs
Jerma werd op 22 september 1985 geboren in Boston, Massachusetts, V.S. Hij heeft een Iers-Amerikaanse vader en een Pools-Amerikaanse moeder. Nadat hij een Bachelor of Science in communicatiewetenschap had behaald, werd Jerma vervolgens een invaldocent en freelance videograaf voor bruiloften.
Jerma woonde tot en met 2018 in Boston, waarna hij naar Las Vegas verhuisde.

## Carrière

### Vroeg werk en stemacteren
Jerma was in het verleden eigenaar van een offline gehaalde website genaamd "jermanet.com". Het bevatte diverse video- en audiofragmenten, grotendeels vanuit zijn studententijd.
In 2005 maakte hij een account aan op de website Newgrounds, waarop hij regelmatig het club board van de NG Forum "Clubs & Crews" hun Voice Acting Club bezocht en regelmatig stemacteurwerk besprak met de andere forumleden, dit deed hij onder de naam "Jerma". Het enige stuk media dat op zijn sindsdien verlaten profiel nog verschijnt, was een stuk van zijn werk dat hij ontleend had aan Shaun McGlinn's "Salty Swamp", waarin hij "Loke the Village Idiot" speelt, samen met tal van andere personages. McGlinn, ook bekend onder zijn online alias Blordow, zou later originele animaties en muziek produceren voor Jerma's YouTube en Twitch.
Hij heeft ook zijn stem gegeven aan personages in meerdere indiegames, zoals "Matt" in Galactic Phantasy Prelude (uitgegeven op 29 oktober 2012), de Engineer in Cryptark (uitgegeven op 9 oktober 2015), en de Horse Lord Hipparchos in Apotheon (uitgegeven op 4 februari 2015).

### YouTube
Jerma maakte zijn YouTube-kanaal, Jerma985, aan op 11 juni 2011. Zijn video's waren voornamelijk gefocust op de videogame Team Fortress 2, het geld dat hij hieraan verdiende, zamelde hij in voor de non-profitorganisatie Camp One Step.
Op 8 oktober 2011 kondigde Jerma aan dat hij een samenwerking aanging met het online entertainmentnetwerk Machinima. In maart 2014 bracht Jerma zijn eerste "Jerma Rumble" uit. Dit is een jaarlijkse productie die gebruikmaakte van de WWE 2K-games om vreemde personages te ontwerpen, die vaak gebaseerd waren op personages uit zijn eerdere video's en livestreams, en ze vervolgens in het spel met elkaar te zien worstelen. In augustus 2016 bracht Jerma een live-action worstel-sketch uit als Jerma Rumble van dat jaar.
In 2015 speelde hij meerdere knock-off klonen van Grand Theft Auto van lage kwaliteit via de Apple App Store, wat tot nu toe zijn meest bekeken video is.

### Twitch
Jerma ging pas in 2016 volledig over tot streamen op het platform Twitch, waarop hij voornamelijk videogames (zoals De Sims) speelt terwijl hij in de chat met kijkers praat en grappige momenten en situaties probeert te creëren. Nadat hij was overgestapt naar Twitch als hoofdplatform, werd hij bekend om zijn "onconventionele streams" en optredens voor een groen scherm, die fans gebruikten om komische video's mee te maken.
Op 21 september 2019 organiseerde Jerma een stream bekend als "robotcarnaval". In deze stream had hij een real-life carnaval gemaakt waarbij zijn kijkers robots konden besturen en kijkers van de livestream-chat het doelwit van de robots konden bepalen in diverse carnavalspellen zoals ringworp en dunktank.
In maart 2021 organiseerde Jerma een real-life archeologie- en geologiestream met als gast een paleontoloog van het Nevada Science Center. In deze stream heeft hij zijn kaartspel Grotto Beasts! onthuld door het als het ware "op te graven". Grotto Beasts! is een fictief ruilkaartspel uit de jaren negentig, gebaseerd op het Pokémon kaartspel. De kaarten zijn ontworpen in samenwerking met meerdere kunstenaars. Fans speelden mee met de grap en produceerden fanart in de vorm van found footage-achtige kunst, zoals een website voor het kaartspel, gemaakt om te lijken op een GeoCities- webpagina die vooral veel voorkwamen in de jaren negentig. In het begin van 2022 schonk Jerma $ 10.000 aan het Nevada Science Center.
In augustus 2021 begon Jerma zijn serie van real-life The Sims-geïnspireerde "Dollhouse"-streams, die hij omschreef als zijn "grootste project tot nu toe". De eerste van de drie streams, getiteld " The Jerma985 Dollhouse ", werd uitgezonden op 18 augustus en begon met een vooraf opgenomen video van Jerma die zijn outfit koos, in een stijl die heel erg leek op de karakter-creator aan het begin van elk Simsspel. In de streams konden kijkers, door middel van meerdere polls die eens in de zoveel tijd verschenen, Jerma's acties controleren op dezelfde manier waarop je een Sims-personage zou besturen. De kijkers moesten Jerma gevoed, gelukkig, gezond en energiek houden. De Dollhouseserie was opvallen door zijn hoge productiewaarde en de mate van controle die kijkers mochten hebben over de gebeurtenissen in de stream. Deze streams gebruikten een combinatie van visuele effecten en een echte set van het huis.
Op 1 februari 2022 livestreamde Jerma de "Who Will Replace ME?"-show op Twitch. In de show speelden verschillende acteurs de rol van naar roem streivende individuen die auditie deden voor de kans om Jerma's Twitch-kanaal over te nemen. Kijkers konden via polls stemmen op een winnaar en uiteindelijk won het personage van acteur Ryan Manuel, ook wel bekend als "#13". 3 dagen later, op 4 februari 2022 was het personage "# 13" opnieuw te zien op het Jerma985-kanaal in een vervolgstream van "#13" waarin hij commentaar gaf op de Destiny 2-gameplay en deed alsof hij het kanaal van Jerma had overgenomen. 
Begin 2022 tekende Jerma een samenwerkingsovereenkomst met "Evolved Talent Agency" zodat Jerma zijn volgende grootschalige evenementen kon financieren, die elk een dure onderneming voor hem waren om te produceren. De "Carnival Stream" van 2019 kostte meer dan $40.000 (ongeveer €37.000), en The Jerma985 Dollhouse kostte nog meer, waarvoor een sponsorovereenkomst met Coinbase nodig was.
Op 19 augustus 2022 zond Jerma de stream "The Baseball Stream" uit, dit was een gestreamde honkbalwedstrijd die plaats vond op CarShield Field, met de fictieve "Jerma Baseball Association" als belangrijke rol. Later vergeleek hij de stream met een "live comedy-improvisatieshow". Tijdens de stream speelden twee fictieve en komische honkbalteams, de Maryland Magicians en het California Circus (bestaande uit semiprofessionele honkbalspelers en circusartiesten), een aangepast honkbalspel met verschillende gimmicks, zoals "Power Cards " wat voordelen opleverde voor het team dat ze speelde. Jerma speelde de rol van scheidsrechter. Het evenement werd gesponsord door de bedrijven Fansly en Manscaped.
Op 17 december 2022 organiseerde Jerma de 'Jerma Christmas Special', die zich aanvankelijk voordeed als een rechttoe rechtaan eindejaarsprijsuitreiking. Maar in plaats van een normale prijsuitreiking werd het hoofdkanaal van Jerma vervolgens 'gehackt' door een personage genaamd "The Extinguisher", waarna hij vervolgens de campaign modus van Call of Duty: Modern Warfare II speelde en livestreamde als wraak voor verschillende gebroken beloften die Jerma aan zijn fans had gedaan. Ondertussen ging de prijsuitreiking verder op een alternatief Twitch-kanaal van Jerma. Ondertussen speelde Jerma de rol van een overdreven boze regisseur die boos werd op zijn team. Nadat beide streams een uur lang gelijktijdig actief waren, verscheen de kerstman en hielp Jerma en "The Extinguisher" het weer goed te maken. Deze stream was geproduceerd door OFFBRAND en Beyond The Summit.
Eind februari 2023 onthulde Jerma dat zijn kaartspel "Grotto Beasts!", ongeveer twee jaar na de eerste onthulling (in Jerma's archeologie- en geologiestream), officieel werd uitgebracht. Het 'vernieuwde' ruilkaartspel bevat kaarten met daarop kunstwerken van 20 verschillende kunstenaars, waaronder kunstwerken van Jerma zelf. In het spel zijn 200 unieke kaarten met vier soorten: Grottos, Beasts, Wishes en Challengers.
Op 12 juni 2023 werd aangekondigd dat Jerma zich bij creative studio OFFBRAND had aangesloten in de rol van Chief Creative Officer.
Jerma heeft samengewerkt met andere content-creators, zoals Ludwig Ahgren, Kitboga en leden van de Vinesauce-streaminggroep.

## Prijzen en nominaties
| Jaar | Ceremonie           | Categorie            | Genomineerd werk       | Resultaat   | Ref. |
| ---- | ------------------- | -------------------- | ---------------------- | ----------- | ---- |
| 2022 | The Streamer Awards | Best Streamed Event  | The Jerma985 Dollhouse | Gewonnen    |      |
| 2022 | The Streamer Awards | League of Their Own  | Zichzelf               | Gewonnen    |      |
| 2023 | The Streamer Awards | Streamer of the Year | Zichzelf               | Genomineerd |      |
| 2023 | The Streamer Awards | Legacy Award         | Zichzelf               | Gewonnen    |      |
| 2023 | The Streamer Awards | Best Streamed Event  | Jerma Baseball Stream  | Genomineerd |      |